# VC Zwolle
Landstede Volleybal/VCZ – holenderski męski klub siatkarski z Zwolle powstały w 1981 roku. Obecnie występuje w najwyższej klasie rozgrywek klubowych w Holandii (A-League).
Klub posiada również sekcje koszykówki i występuje pod nazwą ZAC Basketbal.

## Rozgrywki krajowe
| Sezon     | Rozgrywki | Miejsce    |
| --------- | --------- | ---------- |
| 2007/2008 | A-League  | 5. miejsce |
| 2008/2009 | A-League  | 5. miejsce |
| 2009/2010 | A-League  | 6. miejsce |

## Rozgrywki międzynarodowe
| Sezon     | Rozgrywki                        | Osiągnięcie  |
| --------- | -------------------------------- | ------------ |
| 1997/1998 | Puchar Europy Zdobywców Pucharów | faza grupowa |
| 1999/2000 | Puchar Europy Zdobywców Pucharów | II runda     |

## Medale, tytuły, trofea
- Puchar Holandii: 1989, 1990, 1991, 1997, 1998, 1999
- Superpuchar Holandii: 1997, 1998, 1999

## Kadra
Sezon 2013/2014
- Pierwszy trener: Redbad Strikwerda
- Asystent trenera: Wouter Gaillard

| Nr | Imię i nazwisko      | Data ur. | Wzrost | Pozycja      |
| -- | -------------------- | -------- | ------ | ------------ |
| 1  | Tim Smit             | 1989     | 200    | środkowy     |
| 2  | Stijn Held           | 1994     | 189    | rozgrywający |
| 3  | Tijmen Laane         | 1988     | 206    | przyjmujący  |
| 4  | Jordan Richards      | 1993     | 196    | atakujący    |
| 5  | Ramon Martinez-Gion  | 1990     | 192    | przyjmujący  |
| 6  | Jacob John Wiens     | 1985     | 192    | przyjmujący  |
| 7  | Matteo Cacchiarelli  | 1985     | 177    | libero       |
| 8  | Fabian Dossett       | 1991     | 202    | środkowy     |
| 9  | Mark Van Lenthe      | 1987     | 196    | środkowy     |
| 10 | Steven Eertman       | 1990     | 202    | środkowy     |
| 11 | Willem Maarten Heins | 1987     | 207    | atakujący    |
| 18 | Roland Rademaker     | 1982     | 191    | rozgrywający |